# Liste des monuments historiques du 10e arrondissement de Paris

Cet article recense les monuments historiques du 10e arrondissement de Paris, en France.

## Liste
| Monument                                           | Adresse | Coordonnées                      | Notice         | Protection     | Date                        | Illustration |
| -------------------------------------------------- | --- | -------------------------------- | -------------- | -------------- | --------------------------- | --- |
| Boucherie                                          | 2 rue Perdonnet 24 rue Cail                                                                                                 | 48° 52′ 59″ nord, 2° 21′ 34″ est | « PA00086482 » | Inscrit        | 23 mai 1984                 | Boucherie |
| Canal Saint-Martin                                 | quai de Jemmapes quai de Valmy                                                                                              | 48° 52′ 30″ nord, 2° 21′ 49″ est | « PA00125440 » | Inscrit        | 23 février 1993             | Canal Saint-Martin |
| Couvent des Récollets                              | 8 rue des Récollets | 48° 52′ 31″ nord, 2° 21′ 38″ est | « PA00086485 » | Inscrit        | 25 juillet 1974             | Couvent des Récollets |
| À l'enseigne du lion d'or                          | 19 rue Jean-Poulmarch | 48° 52′ 23″ nord, 2° 21′ 48″ est | « PA00086486 » | Inscrit        | 23 mai 1984                 | À l'enseigne du lion d'or |
| Débit de boisson                                   | 80 rue du Faubourg-Poissonnière 24 rue des Messageries                                                                      | 48° 52′ 36″ nord, 2° 20′ 55″ est | « PA00086487 » | Inscrit        | 23 mai 1984                 | Débit de boisson |
| Édicule Guimard de la station Château d'Eau        | 49-51 boulevard de Strasbourg                                                                                               | 48° 52′ 39″ nord, 2° 22′ 15″ est | « PA00086508 » | Inscrit        | 12 février 2016             | Édicule Guimard de la station Château d'Eau |
| Édicule Guimard de la station Colonel Fabien       | place du Colonel-Fabien | 48° 52′ 39″ nord, 2° 22′ 15″ est | « PA00086509 » | Inscrit        | 12 février 2016             | Édicule Guimard de la station Colonel Fabien |
| Édicule Guimard de la station Gare du Nord         | 2 boulevard de Denain 129 rue La Fayette                                                                                    | 48° 52′ 43″ nord, 2° 21′ 15″ est | « PA00086510 » | Inscrit        | 12 février 2016             | Édicule Guimard de la station Gare du Nord |
| Édicule Guimard de la station Gare du Nord         | 9 boulevard de Denain | 48° 52′ 47″ nord, 2° 21′ 16″ est | « PA00086510 » | Inscrit        | 12 février 2016             | Édicule Guimard de la station Gare du Nord |
| Édicule Guimard de la station Gare du Nord         | 12 boulevard de Denain | 48° 52′ 47″ nord, 2° 21′ 17″ est | « PA00086510 » | Inscrit        | 12 février 2016             | Édicule Guimard de la station Gare du Nord |
| Édicule Guimard de la station Louis Blanc          | 221 rue La Fayette 223 rue du Faubourg-Saint-Martin                                                                         | 48° 52′ 53″ nord, 2° 21′ 55″ est | « PA00086511 » | Inscrit        | 12 février 2016             | Édicule Guimard de la station Louis Blanc |
| Édicule Guimard de la station République           | Place de la République au débouché du boulevard de Magenta                                                                  | 48° 52′ 06″ nord, 2° 21′ 47″ est | « PA00086550 » | Inscrit        | 12 février 2016             | Édicule Guimard de la station République |
| Église Saint-Laurent                               | 119 rue du Faubourg-Saint-Martin 68 boulevard de Strasbourg 68 boulevard de Magenta                                         | 48° 52′ 29″ nord, 2° 21′ 30″ est | « PA00086488 » | Classé         | 16 décembre 2016            | Église Saint-Laurent |
| Église Saint-Vincent-de-Paul                       | place Franz-Liszt square Aristide-Cavaillé-Coll rue Bossuet rue Fénelon                                                     | 48° 52′ 44″ nord, 2° 21′ 07″ est | « PA00086489 » | Classé         | 29 août 2017                | Église Saint-Vincent-de-Paul |
| Eldorado                                           | 4 boulevard de Strasbourg 11 rue du Faubourg-Saint-Martin                                                                   | 48° 52′ 11″ nord, 2° 21′ 18″ est | « PA00086483 » | Inscrit        | 5 octobre 1981              | Eldorado |
| Fontaine Saint-Laurent                             | jardin Villemin | 48° 52′ 30″ nord, 2° 21′ 42″ est | « PA00086490 » | Inscrit        | 15 avril 1970               | Fontaine Saint-Laurent |
| Gare de l'Est                                      | place du 11-Novembre-1918                                                                                                   | 48° 52′ 38″ nord, 2° 21′ 34″ est | « PA00086491 » | Inscrit        | 28 décembre 1984            | Gare de l'Est |
| Gare du Nord                                       | 112 rue de Maubeuge | 48° 52′ 51″ nord, 2° 21′ 19″ est | « PA00086492 » | Inscrit        | 15 janvier 1975             | Gare du Nord |
| Hôpital Lariboisière                               | 2 rue Ambroise-Paré | 48° 52′ 59″ nord, 2° 21′ 11″ est | « PA00086493 » | Inscrit Classé | 15 janvier 1975 23 mai 2019 | Hôpital Lariboisière |
| Hôpital Saint-Louis                                | 40-42 rue Bichat 12 rue de la Grange-aux-Belles 19 rue Alibert 1 avenue Claude-Vellefaux 2 place du Docteur-Alfred-Fournier | 48° 52′ 24″ nord, 2° 22′ 03″ est | « PA00086494 » | Classé         | 28 juillet 1937             | Hôpital Saint-Louis |
| Hôtel Botterel de Quintin                          | 44 rue des Petites-Écuries                                                                                                  | 48° 52′ 27″ nord, 2° 20′ 59″ est | « PA00086502 » | Inscrit        | 3 février 1993              | Hôtel Botterel de Quintin |
| Hôtel Bourrienne                                   | 58 rue d'Hauteville | 48° 52′ 28″ nord, 2° 21′ 04″ est | « PA00086495 » | Classé         | 20 juin 1927                | Hôtel Bourrienne |
| Hôtel Chéret Hôtel Benoît de Sainte-Paulle         | 30 rue du Faubourg-Poissonnière                                                                                             | 48° 52′ 23″ nord, 2° 20′ 53″ est | « PA00086496 » | Inscrit        | 26 octobre 1927             | Hôtel ChéretHôtel Benoît de Sainte-Paulle |
| Hôtel Gouthière                                    | 6 rue Pierre-Bullet | 48° 52′ 18″ nord, 2° 21′ 30″ est | « PA00086497 » | Inscrit        | 26 octobre 1927             | Hôtel Gouthière |
| Hôtel Leblanc-Barbedienne                          | 63 rue de Lancry | 48° 52′ 21″ nord, 2° 21′ 47″ est | « PA00086498 » | Inscrit        | 29 octobre 1975             | Hôtel Leblanc-Barbedienne |
| Hôtel Bertin                                       | 26 rue d'Hauteville | 48° 52′ 22″ nord, 2° 21′ 02″ est | « PA00086501 » | Inscrit        | 23 octobre 2001             | Hôtel Bertin |
| Hôtel de Raguse                                    | 51 rue de Paradis | 48° 52′ 32″ nord, 2° 20′ 57″ est | « PA00086507 » | Inscrit        | 26 octobre 1927             | Hôtel de Raguse |
| Hôtel de Rosanbo                                   | 62-64 rue René-Boulanger | 48° 52′ 09″ nord, 2° 21′ 32″ est | « PA00086499 » | Inscrit        | 12 février 1962             | Hôtel de Rosanbo |
| Hôtel de Sechtré                                   | 66 rue René-Boulanger | 48° 52′ 09″ nord, 2° 21′ 31″ est | « PA00086500 » | Inscrit        | 13 octobre 1962             | Hôtel de Sechtré |
| Hôtel Titon                                        | 58 rue du Faubourg-Poissonnière                                                                                             | 48° 52′ 30″ nord, 2° 20′ 54″ est | « PA00086505 » | Inscrit        | 25 octobre 2007             | Hôtel Titon |
| Immeuble                                           | 14 Rue d'Abbeville | 48° 52′ 45″ nord, 2° 20′ 59″ est | « PA00086503 » | Inscrit        | 22 avril 1986               | Immeuble |
| Immeuble                                           | 99 rue du Faubourg-Saint-Denis                                                                                              | 48° 52′ 29″ nord, 2° 21′ 19″ est | « PA00086518 » | Inscrit        | 9 mars 1992                 | Immeuble |
| Immeuble                                           | 101 rue du Faubourg-Saint-Denis                                                                                             | 48° 52′ 29″ nord, 2° 21′ 20″ est | « PA00086519 » | Inscrit        | 9 mars 1992                 | Immeuble |
| Immeuble                                           | 103 rue du Faubourg-Saint-Denis                                                                                             | 48° 52′ 30″ nord, 2° 21′ 20″ est | « PA00086520 » | Inscrit        | 9 mars 1992                 | Immeuble |
| Immeuble                                           | 105 rue du Faubourg-Saint-Denis                                                                                             | 48° 52′ 30″ nord, 2° 21′ 20″ est | « PA00086521 » | Inscrit        | 9 mars 1992                 | Immeuble |
| Fabrique de corsets Auguste Claverie               | 234 rue du Faubourg-Saint-Martin                                                                                            | 48° 52′ 53″ nord, 2° 21′ 56″ est | « PA75100009 » | Inscrit        | 29 juin 2011                | Fabrique de corsets Auguste ClaverieArrêté n°2011180-0003 publié au Recueil des actes administratifs de la préfecture d'Ile de France n°13 le 04/07/2011. |
| Immeuble                                           | 1 place Franz-Liszt 91 rue d'Hauteville                                                                                     | 48° 52′ 39″ nord, 2° 21′ 05″ est | « PA75100001 » | Inscrit        | 9 avril 1998                | Immeuble |
| Immeuble                                           | 2 place Franz-Liszt 100 rue d'Hauteville                                                                                    | 48° 52′ 39″ nord, 2° 21′ 06″ est | « PA75100002 » | Inscrit        | 9 avril 1998                | Immeuble |
| Immeuble                                           | 3 place Franz-Liszt 108 rue La Fayette                                                                                      | 48° 52′ 40″ nord, 2° 21′ 04″ est | « PA75100003 » | Inscrit        | 9 avril 1998                | Immeuble |
| Immeuble                                           | 4 place Franz-Liszt 29 rue des Petits-Hôtels                                                                                | 48° 52′ 39″ nord, 2° 21′ 07″ est | « PA75100004 » | Inscrit        | 9 avril 1998                | Immeuble |
| Immeuble                                           | 5 place Franz-Liszt 107 rue La Fayette                                                                                      | 48° 52′ 40″ nord, 2° 21′ 04″ est | « PA75100005 » | Inscrit        | 9 avril 1998                | Immeuble |
| Immeuble                                           | 7 place Franz-Liszt 1 rue d'Abbeville                                                                                       | 48° 52′ 41″ nord, 2° 21′ 04″ est | « PA75100006 » | Inscrit        | 9 avril 1998                | Immeuble |
| Le Louxor                                          | 170 boulevard de Magenta boulevard de la Chapelle                                                                           | 48° 53′ 01″ nord, 2° 21′ 00″ est | « PA00086484 » | Inscrit        | 5 octobre 1981              | Le Louxor |
| Magasins de vente des faïenceries de Choisy-le-Roi | 18 rue de Paradis | 48° 52′ 29″ nord, 2° 21′ 14″ est | « PA00086504 » | Inscrit        | 6 octobre 1981              | Magasins de vente des faïenceries de Choisy-le-Roi |
| Maison                                             | 29 rue de Paradis | 48° 52′ 30″ nord, 2° 21′ 06″ est | « PA00086506 » | Inscrit        | 26 octobre 1927             | Maison |
| Monument à la République                           | Place de la République | 48° 52′ 03″ nord, 2° 21′ 50″ est | « PA75030005 » | Inscrit        | 28 janvier 2021             | Monument à la République |
| Palais du Commerce                                 | 105 rue du Faubourg-du-Temple                                                                                               | 48° 52′ 16″ nord, 2° 22′ 26″ est | « PA00132988 » | Inscrit        | 29 mars 1994                | Palais du Commerce |
| Passage Brady                                      | 33-33bis boulevard de Strasbourg 46 rue du Faubourg-Saint-Denis                                                             | 48° 52′ 17″ nord, 2° 21′ 18″ est | « PA75100007 » | Inscrit        | 7 mars 2002                 | Passage Brady |
| Porte Saint-Denis                                  | rue du Faubourg-Saint-Denis boulevard de Bonne-Nouvelle boulevard Saint-Denis                                               | 48° 52′ 11″ nord, 2° 21′ 10″ est | « PA00086512 » | Classé         | 1862                        | Porte Saint-Denis |
| Porte Saint-Martin                                 | rue du Faubourg-Saint-Martin boulevard Saint-Denis boulevard Saint-Martin                                                   | 48° 52′ 09″ nord, 2° 21′ 20″ est | « PA00086513 » | Classé         | 1862                        | Porte Saint-Martin |
| Prison Saint-Lazare                                | 107 rue du Faubourg-Saint-Denis 1-5 square Alban-Satragne                                                                   | 48° 52′ 32″ nord, 2° 21′ 15″ est | « PA75100008 » | Inscrit        | 28 novembre 2005            | Prison Saint-Lazare |
| Réservoir de l'hôpital Saint-Louis                 | 7 rue Juliette-Dodu | 48° 52′ 27″ nord, 2° 22′ 11″ est | « PA75200003 » | Classé         | 6 février 2006              | Réservoir de l'hôpital Saint-Louis |
| Brasserie Julien                                   | 16 rue du Faubourg-Saint-Denis                                                                                              | 48° 52′ 14″ nord, 2° 21′ 12″ est | « PA00086515 » | Classé         | 21 octobre 1997             | Brasserie Julien |
| Sous-station Temple                                | 36 rue Jacques-Louvel-Tessier                                                                                               | 48° 52′ 17″ nord, 2° 22′ 17″ est | « PA00086523 » | Inscrit        | 5 août 1992                 | Sous-station Temple |
| Théâtre Antoine                                    | 14 boulevard de Strasbourg                                                                                                  | 48° 52′ 14″ nord, 2° 21′ 19″ est | « PA00086514 » | Inscrit        | 20 novembre 1989            | Théâtre Antoine |
| Théâtre de la Porte-Saint-Martin                   | 16 boulevard Saint-Martin                                                                                                   | 48° 52′ 09″ nord, 2° 21′ 24″ est | « PA00086517 » | Inscrit        | 30 mars 1992                | Théâtre de la Porte-Saint-Martin |
| Théâtre de la Renaissance                          | 20 boulevard Saint-Martin 19 rue René-Boulanger                                                                             | 48° 52′ 09″ nord, 2° 21′ 23″ est | « PA00086516 » | Classé         | 14 juin 1994                | Théâtre de la Renaissance |
| Théâtre des Bouffes du Nord                        | 37bis boulevard de la Chapelle                                                                                              | 48° 53′ 03″ nord, 2° 21′ 32″ est | « PA00125439 » | Inscrit        | 30 avril 1993               | Théâtre des Bouffes du Nord |
| Théâtre du Gymnase                                 | 38 boulevard de Bonne-Nouvelle                                                                                              | 48° 52′ 15″ nord, 2° 20′ 56″ est | « PA00133010 » | Inscrit        | 1er février 1994            | Théâtre du Gymnase |
| Usine électrique du quai de Jemmapes               | 132-134 quai de Jemmapes | 48° 52′ 34″ nord, 2° 21′ 54″ est | « PA00086522 » | Inscrit        | 5 août 1992                 | Usine électrique du quai de Jemmapes |